# کارینا لابلانک
کارینا لابلانک (انگلیسی: Karina LeBlanc؛ زادهٔ ۳۰ مارس ۱۹۸۰) بازیکن فوتبال اهل کانادا است.
از باشگاه‌هایی که در آن بازی کرده‌است می‌توان به مجیک‌جک، باشگاه فوتبال فیلادلفیا ایندپندنس، باشگاه فوتبال پورتلند تورنز، اسکای بلو اف‌سی، لس‌آنجلس سل، بوستون بریکرز، و شیکاگو رد استارز اشاره کرد.
وی همچنین در تیم ملی فوتبال زنان کانادا بازی کرده‌است.
وی در مسابقات کشوری و بین‌المللی در مجموع برندهٔ ۱ مدال برنز شده‌است.